# Philautus andersoni
Philautus andersoni és una espècie de granota que es troba a la Xina, l'Índia, Myanmar i, possiblement també, a Bangladesh.